# 23½ Hours' Leave
23½ Hours' Leave is een Amerikaanse filmkomedie uit 1919 onder regie van Henry King. De film werd destijds in Nederland uitgebracht onder de titel 23½ uur verlof.

## Verhaal
De jonge sergeant William Gray gaat een weddenschap aan dat hij kan ontbijten met zijn bevelvoerend generaal. Enkele vijandige spionnen willen in het kamp infiltreren. Zij gooien roet in het eten.

## Rolverdeling
| Acteur               | Personage                 |
| -------------------- | ------------------------- |
| Douglas MacLean      | Sergeant William Gray     |
| Doris May            | Peggy Dodge               |
| Tom Guise            | Generaal Dodge            |
| Maxfield Stanley     | Sergeant                  |
| Wade Boteler         | Sergeant-gerant           |
| Alfred Hollingsworth | Booth                     |
| N. Leinsky           | Spion                     |
| Jack Nelson          | Assistent van de generaal |